# Pseudanthias cichlops
Pseudanthias cichlops är en fiskart som först beskrevs av Bleeker, 1853.  Pseudanthias cichlops ingår i släktet Pseudanthias och familjen havsabborrfiskar. IUCN kategoriserar arten globalt som livskraftig. Inga underarter finns listade i Catalogue of Life.